# Epiry
Epiry ist eine französische Gemeinde mit 227 Einwohnern (Stand: 1. Januar 2022) im Département Nièvre in der Region Bourgogne-Franche-Comté. Sie gehört zum Arrondissement Clamecy und zum Kanton Corbigny.

## Geographie
Epiry liegt etwa 52 Kilometer nordöstlich von Nevers am Rande des Morvan. Umgeben wird Epiry von den Nachbargemeinden von Sardy-lès-Épiry im Norden und Westen, Mouron-sur-Yonne im Norden und Nordosten, Montreuillon im Osten sowie Aunay-en-Bazois im Süden und Westen.

## Bevölkerungsentwicklung
| Jahr                       | 1962 | 1968 | 1975 | 1982 | 1990 | 1999 | 2006 | 2011 | 2018 |
| Einwohner                  | 313  | 306  | 268  | 228  | 195  | 194  | 198  | 217  | 241  |
| Quellen: Cassini und INSEE |      |      |      |      |      |      |      |      |      |

## Sehenswürdigkeiten
- Kirche Saint-Denis aus dem 12. Jahrhundert
- Kapelle Saint-Elymond
- Schloss Epiry
- Turm Vauban, seit 2010 Monument historique

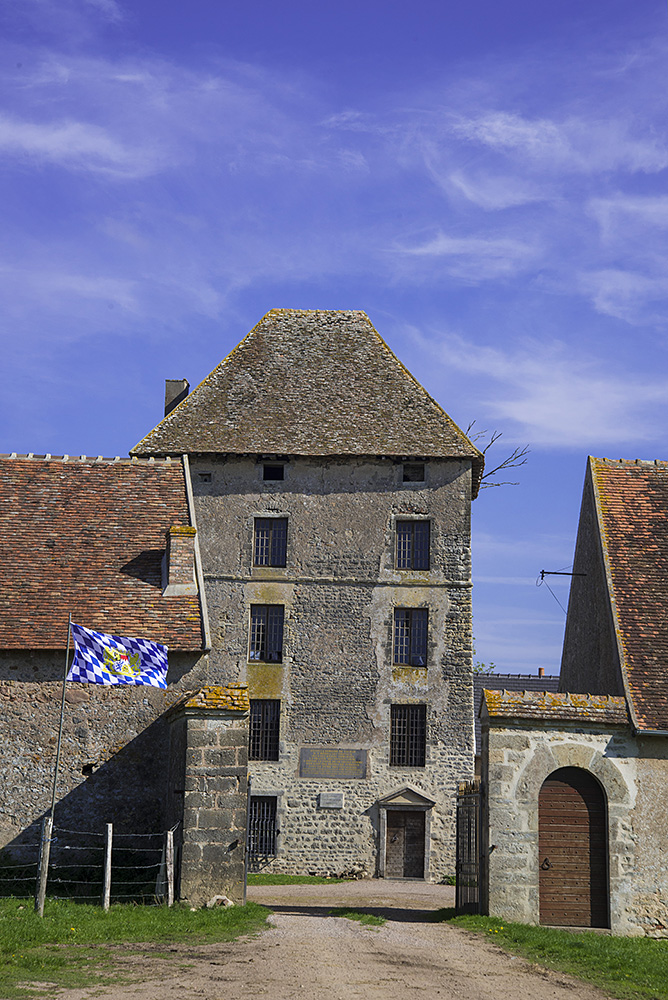
Turm Vauban